# وشترموور
وشترموور (به آلمانی: Westermoor) یک شهر در آلمان است که در اشتاینبورگ واقع شده‌است. وشترموور ۳۸۶ نفر جمعیت دارد.